# 한자 박물관

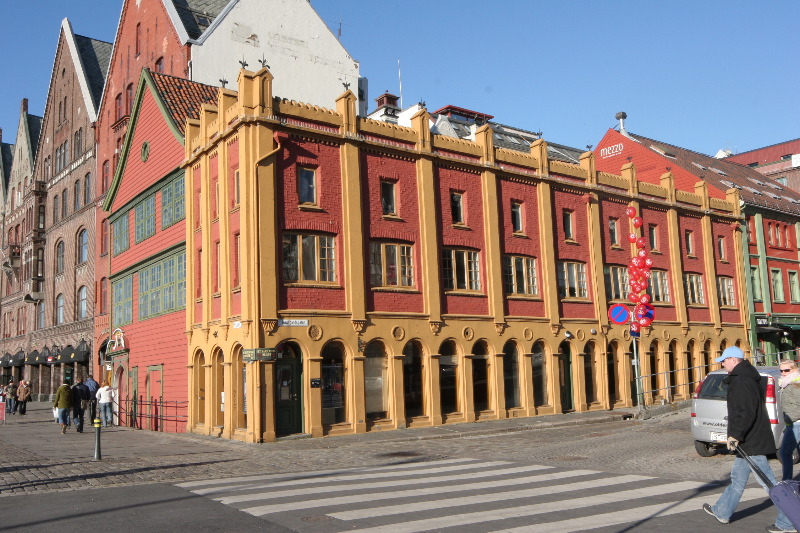

한자 박물관(Hanseatic Museum and Schøtstuene, Det Hanseatiske Museum og Schøtstuene)은 노르웨이 베르겐에 위치한 박물관이다.
베르겐 시는 항구도시로서, 예부터 어업과 해외무역이 발달, 14세기에는 한자동맹에 가세하여 더욱 발전을 거듭한 것을 기념하기 위한 박물관이다. 시장 북쪽 브리겐 거리에 위치하며, 1702년 건립된 시내에서 가장 오래된 목조건물이다.